# Вільгельмсдорф (Тюрингія)
Вільгельмсдорф (нім. Wilhelmsdorf) — громада в Німеччині, розташована в землі Тюрингія. Входить до складу району Заале-Орла. Складова частина об'єднання громад Раніс-Цигенрюк.
Площа — 9,27 км2. Населення становить 212 ос. (станом на 31 грудня 2021).

## Галерея

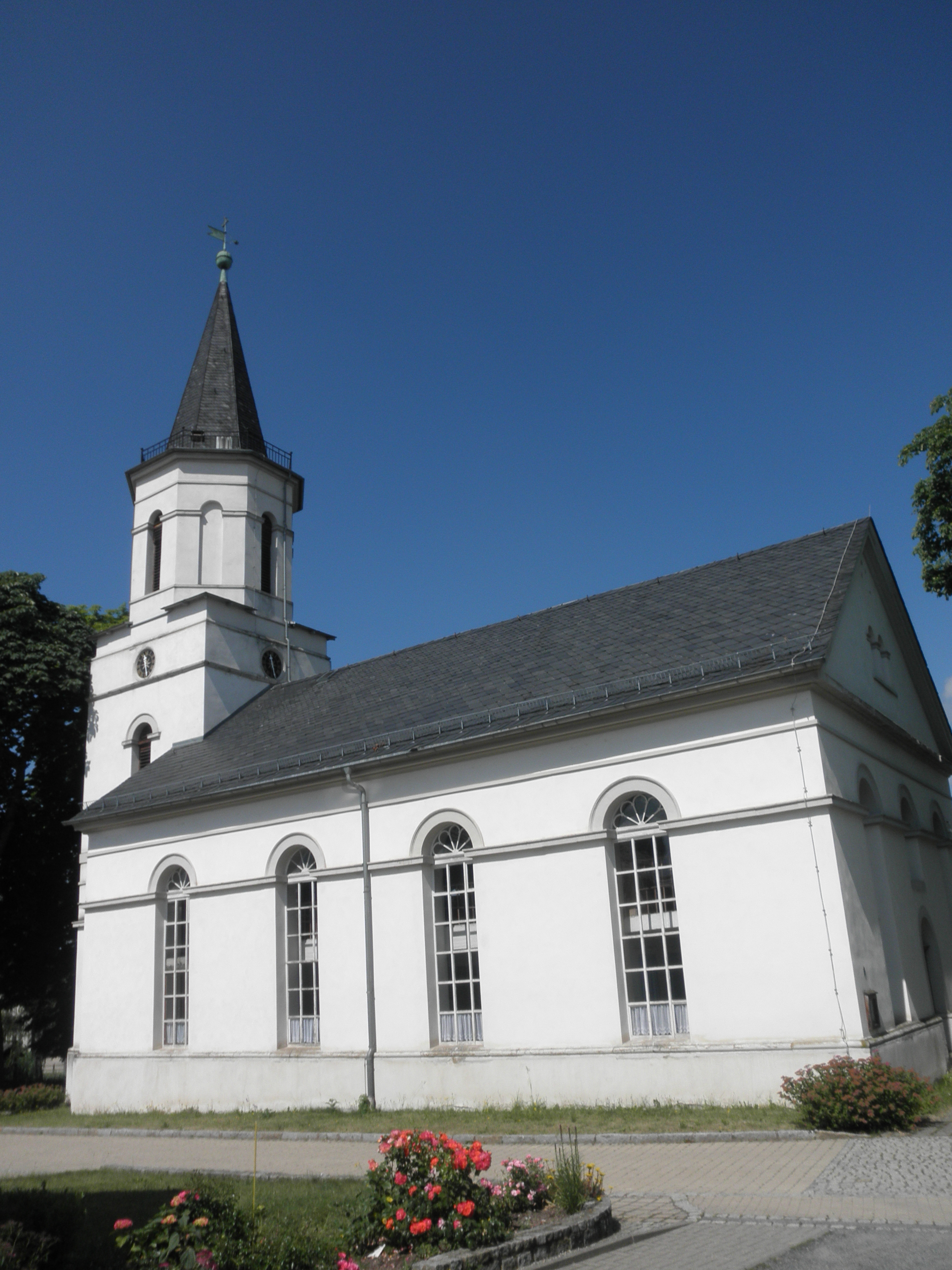
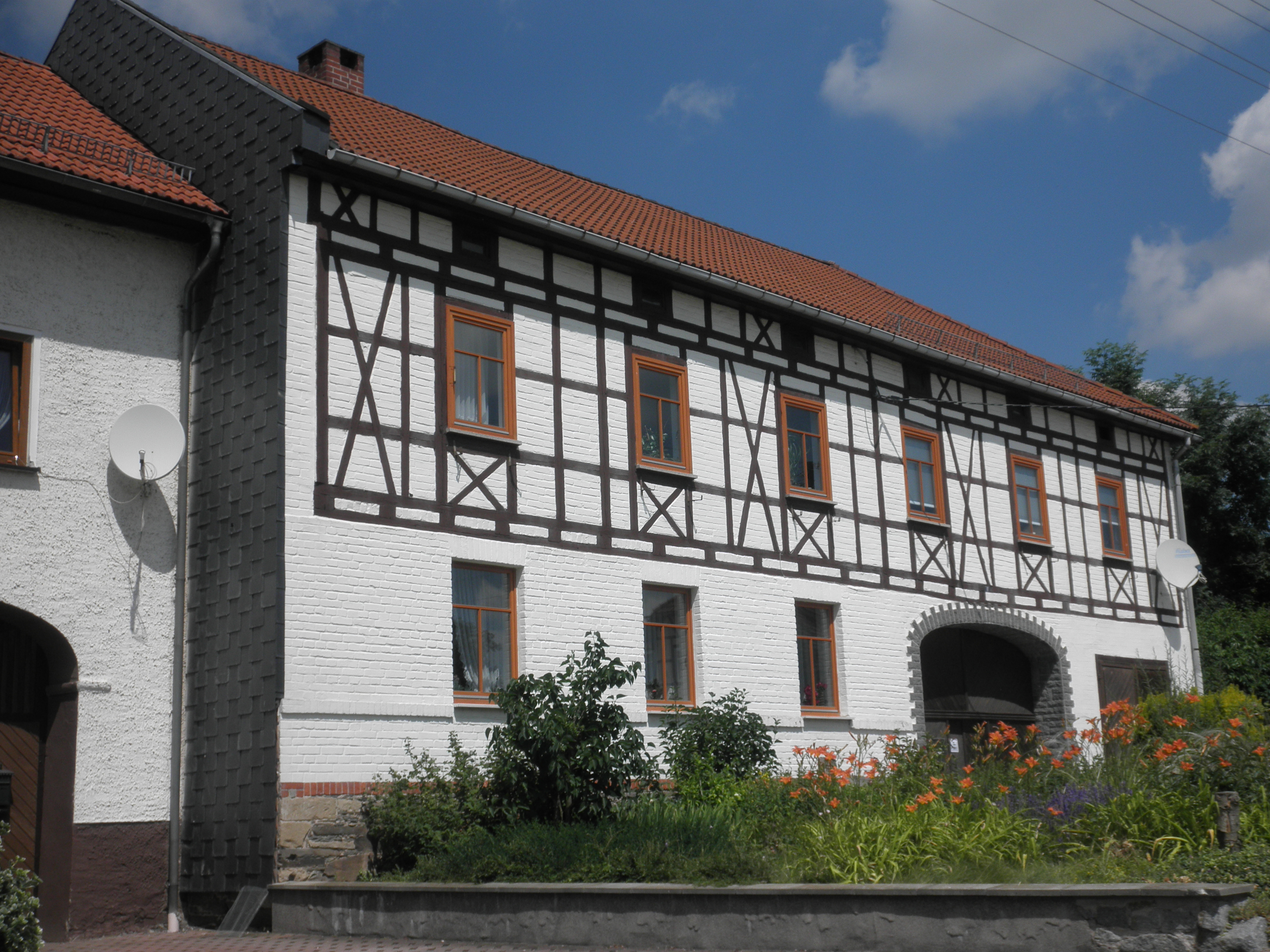